# Фуратівка
Фура́тівка — село Петропавлівської сільської громади Білгород-Дністровського району Одеської області, Україна. Населення становить 234 осіб.

## Населення
Згідно з переписом УРСР 1989 року чисельність наявного населення села, яке тоді входило до складу Тарутинського району, становила 249 осіб, з яких 123 чоловіки та 126 жінок.
За переписом населення України 2001 року в селі мешкали 234 особи.

### Мова
Розподіл населення за рідною мовою за даними перепису 2001 року:
| Мова       | Відсоток |
| ---------- | -------- |
| румунська  | 97,44 %  |
| болгарська | 1,28 %   |
| російська  | 0,85 %   |
| українська | 0,43 %   |